# Isfet

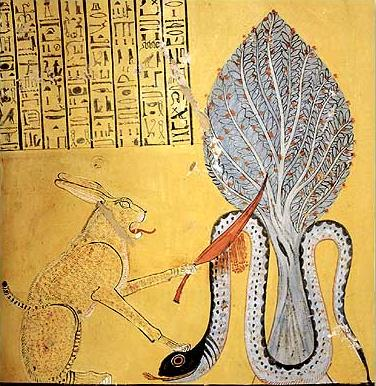
Art égyptien antique représentant Apep combattant une divinité.

Pour les anciens Égyptiens, l'isfet représente le désordre, le mal, le dévoiement, le chaos, l'injustice. C'est l'antithèse de Maât (l'ordre, l'équilibre du monde, l'équité, la paix).
Le concept d'isfet est notamment présent dans cinq grands textes littéraires égyptiens, dits du genre « pessimistes », à savoir le Dialogue d’un homme avec son ba, la Complainte de Khâkhéperrê-séneb, le Paysan éloquent, la Prophétie de Néferty et les Lamentations d'Ipou-Our. Une étude complète est proposée par une égyptologue belge Laura Parys.
On en trouve une attestation dans le papyrus Berlin 3024, 122-123.
| M17 | S29 | I9 · X1 · Z4 | G37 · A1 |

| M17 | S29 | I9 · X1 · Z4 | G37 · A1 |